# Drukqs

drukqs는 2001년 리처드 제임스가 에이펙스 트윈이라는 이름으로 발표한 음반으로, 드릴 앤 베이스, IDM, 앰비언트, 준비된 피아노 등의 여러 성향이 섞여 있다.

## 배경
1999년에 Windowlicker가 발표된 후 리처드 제임스는 별다른 음반 발표를 하지 않았다. 그러던 중 2001년에 리처드 제임스가 발표한다는 새 음반에 대한 소문이 돌았는데, 리처드는 자신의 새 음악을 MP3 플레이어에 넣어놓고 다녔지만 비행기 안에서 이를 분실하였고 백업 파일이 없어 어쩔 수 없이 이전에 만든 곡을 발표할 수밖에 없었다는 추측이 나왔다. 하지만 리처드는 이러한 이야기가 거짓말이라고 하였다. 또한 다른 추측에 의하면 비행기 안에서 분실한 MP3 플레이어에는 리처드 제임스와 스퀘어푸셔의 신곡이 다수 포함되어 있었고, 이 파일들이 인터넷 상에서 돌아다니기 전에 정식으로 발표하려고 하였다고 한다( 보관됨 2007-09-27 - 웨이백 머신). 또한, 워프 레코드와의 계약에 의해 곡을 충분히 완성하기 전에 어쩔 수 없이 발매하게 되어 완성도가 낮다는 추측도 있다.
drukqs라는 제목의 의미는 알려지지 않았다. 약이나 마약을 뜻하는 영어 drug에서 왔다는 추측이 있었지만, 리처드 제임스는 이 단어가 자신이 만든 단어이며 drug과는 무관하다고 밝혔다().

## 음악 목록
이 음반에 수록된 음악의 수는 30곡이다. CD로는 두 장으로 나뉘며, LP로는 8면에 나뉘어 있다. 이 중 A면부터 D면까지는 45rpm의 속도, E면부터 H면까지는 33rpm으로 재생해야 한다.
일부 음반에는 몇몇 곡의 제목이 다르게 표기되어 있다. 이 경우에는 [] 안에 그 제목을 추가로 표기했다.
1. "jynweythek" [jynweythek ylow] – 2:14
2. "Vordhosbn" – 4:42
3. "Kladfvgbung Micshk" – 2:00
4. "omgyjya-Switch7" – 4:46
5. "Strotha tynhe" – 2:03
6. "gwely Mernans" – 5:00
7. "bbydhyonchord" – 2:21
8. "cock/Ver10" – 5:17
9. "avril 14th" – 1:55
10. "Mt Saint Michel + Saint Michaels mount" – 8:02
11. "gwarek2" – 6:38
12. "Orban eq trx4" – 1:27
13. "aussois" – 0:07
14. "hy a Scullyas lyf a dhagrow" – 2:09
15. "Kesson dalef" [Kesson daslef] – 1:18
16. "54 Cymru beats" – 5:59
17. "btoum-roumada" – 1:56
18. "Lornaderek" – 0:30
19. "QKThr" [Penty Harmonium] – 1:20
20. "meltphace 6" – 6:14
21. "bit 4" – 0:18
22. "prep gwarlek 3b" – 1:13
23. "father" – 0:51
24. "taking Control" – 7:08
25. "petiatil cx htdui" – 2:05
26. "ruglen holon" – 1:45
27. "afx237 v7" – 4:15
28. "ziggomatic 17" [ziggomatic v17] – 8:28
29. "beskhu3epnm" – 1:58
30. "nanou 2" – 3:22

일부 제목은 콘월어로 이루어져 있다. 예를 들어, "Jynweythek [Ylow]"는 "전자 기계 [음악]"이라는 뜻이다.